# Kurt Russell
Kurt Vogel Russell (* 17. března 1951 Springfield, Massachusetts) je americký filmový herec.

## Život
Kurt se narodil bývalému baseballovému hráči a herci Bingu Russellovi. Už jako devítiletý se prosadil v rodinných komediích z produkce studia Walta Disneyho. V letech 1971–1973 se věnoval baseballu, ale pro zranění sportování zanechal.
První manželkou Kurta Russela byla herečka Season Hubleyová (1979–1984) a od 1983 žije s herečkou a producentkou Goldie Hawnovou, která byla jeho partnerkou také několikrát na filmovém plátně (mj. Odpolední směna a Přes palubu).

## Herecká filmografie
- 1961 – Roztržitý profesor

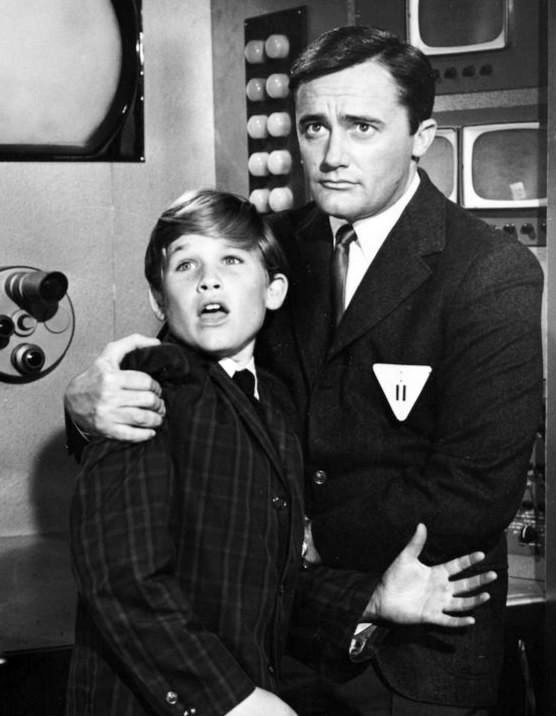
Kurt Russell a Robert Vaughn v epizodě seriálu The Man from U.N.C.L.E. z roku 1964

- 1963 – Stalo se na světové výstavě
- 1964 – Zbraně v Diablo
- 1966 – Za mnou, chlapci!
- 1968 – Jediná opravdová, originální rodinná kapela
- 1968 – Kůň v šedém flanelovém obleku
- 1968 – Zbraně ve vřesovišti
- 1970 – Počítač v teniskách
- 1971 – Chlupatý poradce
- 1971 – Přehlídka bláznů
- 1972 – Teď je vidět a teď ne
- 1973 – Charley a anděl
- 1974 – Supertáta
- 1975 – Nejsilnější muž na světě
- 1975 – Pátrání po bozích
- 1975 – Smrtící věž
- 1976 – Dlouhá dobytčí stezka – TV
- 1977 – Vánoční zázrak v Caulfieldu – TV
- 1979 – Elvis
- 1980 – Ojetá auta
- 1981 – Útěk z New Yorku
- 1982 – Věc
- 1983 – Silkwoodová
- 1984 – Odpolední směna
- 1985 – Vražedný ráj
- 1986 – Ty nejlepší časy
- 1986 – Velké nesnáze v Malé Číně
- 1987 – Přes palubu
- 1988 – Tequilový úsvit
- 1988 – Zimní lidé
- 1989 – Tango a Cash
- 1991 – Oheň
- 1992 – Zhoubná vášeň
- 1992 – Kapitán Ron
- 1993 – Tombstone
- 1994 – Forrest Gump
- 1994 – Hvězdná brána
- 1996 – Boeing 747 v ohrožení
- 1996 – Útěk z L.A.
- 1997 – Únos
- 1998 – Žoldák: Legie zkázy
- 2001 – Vanilkové nebe
- 2001 – 3000 mil na útěku
- 2002 – Dark Blue
- 2003 – Zázrak
- 2004 – Hokejový zázrak
- 2004 – Kill Bill 2
- 2006 – Poseidon
- 2015 – Osm hrozných
- 2015 – Kosti a skalp
- 2015 – Rychle a Zběsile 7
- 2017 – Rychle a Zběsile 8
- 2017 – Strážci Galaxie Vol. 2
- 2018 – Vánoční kronika
- 2020 – Vánoční kronika: druhá část
- 2021 – Rychle a Zběsile 9 – cameo a archivní záběry